# Turniej o Łańcuch Herbowy Miasta Ostrowa Wielkopolskiego 2018
Turniej o Łańcuch Herbowy Miasta Ostrowa Wielkopolskiego 2018 – 66. edycja turnieju, który odbył się 21 października 2018 roku w Ostrowie Wielkopolskim. Turniej wygrał Grzegorz Walasek.

## Wyniki
- Ostrów Wielkopolski, 21 października 2018
- NCD: Grzegorz Zengota – 66,95 w wyścigu 6
- Sędzia: Grzegorz Sokołowski

| Msc. | Zawodnik               | Klub         | Pkt    |              |  |
| ---- | ---------------------- | ------------ | ------ | ------------ |  |
| 1    | Grzegorz Walasek       | Gorzów Wlkp. | 12+3   | (2,3,3,2,2)  |  |
| 2    | Bjarne Pedersen        | Ostrów Wlkp. | 12+2   | (3,2,2,3,2)  |  |
| 3    | Bartosz Smektała       | Leszno       | 10+3+1 | (3,3,1,0,3)  |  |
| 4    | Paweł Przedpełski      | Toruń        | 10+2+0 | (1,1,2,3,3)  |  |
| 5    | Grzegorz Zengota       | Zielona Góra | 11+1   | (0,3,3,3,2)  |  |
| 6    | Wadim Tarasienko       | Dyneburg     | 9+0    | (2,2,3,1,1)  |  |
| 7    | Niels Kristian Iversen | Toruń        | 8      | (0,3,2,1,2)  |  |
| 8    | Nicklas Porsing        | Rzeszów      | 8      | (1,1,1,2,3)  |  |
| 9    | Norbert Kościuch       | Łódź         | 7      | (1,2,0,3,1)  |  |
| 10   | Kamil Brzozowski       | Ostrów Wlkp. | 7      | (3,0,2,1,1)  |  |
| 11   | Rienat Gafurow         | Ostrów Wlkp. | 7      | (1,1,1,1,3)  |  |
| 12   | Zbigniew Suchecki      | Ostrów Wlkp. | 6      | (0,2,3,0,1)  |  |
| 13   | Krystian Pieszczek     | Grudziądz    | 6      | (3,d4,1,2,0) |  |
| 14   | Sam Masters            | Lublin       | 5      | (2,1,0,2,0)  |  |
| 15   | Karol Żupiński         | Gdańsk       | 2      | (2,t,0,0,0)  |  |
| 16   | Damian Baliński        | Rawicz       | 0      | (0,0,0,0,0)  |  |
| 17   | Kamil Nowacki          | Ostrów Wlkp. | 0      | (0)          |  |

Bieg po biegu
1. [67,35] Brzozowski, Walasek, Przedpełski, Suchecki
2. [67,78] Pieszczek, Żupiński, Porsing, Baliński
3. [66,97] Smektała, Tarasienko, Kościuch, Zengota
4. [67,46] Pedersen, Masters, Gafurow, Iversen
5. [67,00] Smektała, Suchecki, Masters, Baliński
6. [66,95] Zengota, Pedersen, Porsing, Brzozowski
7. [67,42] Walasek, Kościuch, Gafurow, Pieszczek
8. [67,90] Iversen, Tarasienko, Przedpełski, Nowicki, Żupiński (t)
9. [67,71] Suchecki, Iversen, Porsing, Kościuch
10. [68,08] Tarasienko, Brzozowski, Gafurow, Baliński
11. [67,78] Walasek, Pedersen, Smektała, Żupiński
12. [68,07] Zengota, Przedpełski, Pieszczek, Masters
13. [67,60] Pedersen, Pieszczek, Tarasienko, Sówka
14. [68,57] Kościuch, Masters, Brzozowski, Żupiński
15. [67,91] Zengota, Walasek, Iversen, Baliński
16. [67,73] Przedpełski, Porsing, Gafurow, Smektała
17. [68,36] Gafurow, Zengota, Suchecki, Żupiński
18. [68,29] Smektała, Iversen, Brzozowski, Pieszczek
19. [68,33] Porsing, Walasek, Tarasienko, Suchecki
20. [68,29] Przedpełski, Pedersen, Kościuch, Brzozowski

### Półfinał
1. [67,86] Smektała, Przedpełski, Zengota, Tarasienko

### Finał
1. [68,02] Walasek, Pedersen, Smektała, Przedpełski[2]